# Левашёв, Владимир Александрович
Владимир Александрович Левашёв (16 января 1923, Москва — 24 мая 2005, Москва) — русский советский артист балета, народный артист РСФСР (1965).

## Биография
Родился 16 января 1923 года в Москве. В 1941 году окончил Московскую академию хореографии Большого театра СССР (педагог П. А. Гусев). 
В 1941—1978 годах был артистом балета Большого театра. Снимался в экранизациях постановок Большого театра «Федра» (1972) и «Жизель» (1975). Был один из ведущих танцовщиков балетной труппы Большого театра, его манера отличалась выразительностью, остротой и точностью сценического рисунка, пластичностью, музыкальностью, большим мимическим дарованием. В 1978—1985 годах служил педагогом-репетитором. 
Избирался депутатом Московского городского и районного Советов депутатов трудящихся. Жил в 1-м Смоленском переулке (дом 9).
Умер в 2005 году в Москве, похоронен на Введенском кладбище (7 участок).

### Семья
- Отец — Александр Герасимович Левашёв (1901—1970).
- Мать — Наталья Ивановна Левашёва (1898—1983).

## Награды и премии
- Заслуженный артист РСФСР (31.10.1958).
- Народный артист РСФСР (1965).
- Орден Трудового Красного Знамени (25.05.1976)[1].
- Орден «Знак Почёта» (1951).
- Орден «Знак Почёта» (1959).

## Партии в балетах

### Первый исполнитель
- 1955 — «Шурале» Ф. Яруллина (балетм. Л. В. Якобсон) — Шурале
- 1959 — «Каменный цветок» (балетм. Ю. Н. Григорович) — Северьян
- 1964 — «Лейли и Меджнун» (балетм. К. Я. Голейзовский) — Ибн-Салом
- 1966 — «Щелкунчик» (балетм. Ю. Н. Григорович)— Дроссельмейер
- 1972 — «Анна Каренина» Родиона Щедрина — Тверской
- 1973 — «Спящая красавица» П. И. Чайковского (балетм. Ю. Н. Григорович) — фея Карабос
- 1975 — «Иван Грозный» (балетм. Ю. Н. Григорович) — Боярин

### Прочие партии
- «Тщетная предосторожность» Жана Доберваля — Никез
- «Бахчисарайский фонтан» Асафьева — Нурали
- «Ромео и Джульетта» С. С. Прокофьева — Тибальд, Меркуцио и Лоренцо
- «Ночь перед рождеством» — Чёрт
- «Аистёнок» — Страус и Петух
- «Петя и Волк» — Волк
- «Красный мак» Рейнгольда Глиэра — Ли Шанфу и Ма Личен;
- «Мирандолина» Василенко — Рипафратта
- «Жизель» Адана — Лесничий
- «Лауренсия» — Командор
- «Лебединое озеро» П. И. Чайковского — Злой гений
- «Конёк-Горбунок» — Царь
- «Жар-птица» — Кащей
- «Легенда о любви» Меликова — Визирь
- «Дон-Кихот» Людвига Минкуса — Дон Кихот
- «Спартак» Хачатуряна (балетм. И. А. Моисеев) — Умирающий гладиатор

## Фильмография
1. 1954 — Ромео и Джульетта — друг Тибальда
2. 1957 — Лебединое озеро — злой гений